# Pirates 2 : La Vengeance de Stagnetti
Pour les articles homonymes, voir Pirates (film).
 Pour plus de détails, voir Fiche technique et Distribution
Pirates 2 : La Vengeance de Stagnetti est un film pornographique américain, sorti en DVD et Blu-Ray le 27 septembre 2008. 
Ce film est la suite de Pirates, produit en 2005 par le studio Digital Playground. Il s'agit, au moment de sa sortie, du plus gros budget de l'histoire du cinéma pornographique. Le film a coûté, selon les sources, entre 8 millions et 10 millions de dollars. Evan Stone, Jesse Jane et Tommy Gunn reprennent les rôles qu'ils tenaient dans le précédent film. Carmen Luvana, qui jouait l'une des héroïnes du premier volet, est par contre absente. Belladonna interprète un nouveau personnage, de même que d'autres vedettes du cinéma pornographique comme Katsuni, Sasha Grey ou Ben English.

## Synopsis
Vainqueur du pirate Victor Stagnetti dans le précédent film, le capitaine Edward Reynolds réunit avec sa seconde Jules un nouvel équipage, auquel participe la jeune pirate Olivia. Jules et la nouvelle venue sont d'abord rivales, avant d'entamer une relation lesbienne. Par la suite, Jules est capturée par la reine pirate chinoise Xifeng, qui la réduit en esclavage à l'aide d'une potion, puis se sert d'elle pour séduire et capturer Edward. Ce dernier est ensuite contraint d'affronter un dragon, mais il est sauvé par Olivia. Stagnetti, revenu d'entre les morts, s'allie à Xifeng pour abuser sexuellement de Jules, et pour affronter Edward et Olivia venus délivrer leur amie.

## Fiche Technique
genre : Erotique
interdit aux moins de 18 ans

## Distribution
- Jesse Jane : Jules
- Evan Stone : le capitaine Edward Reynolds
- Belladonna : Olivia
- Katsuni : Xifeng
- Sasha Grey : Maria
- Tommy Gunn : le capitaine Victor Stagnetti
- Shay Jordan : Ai Chow
- Stoya : une danseuse du ventre
- Jenna Haze : Anne
- Steven St. Croix : Marco
- Ben English : le gouverneur Lyttelton
- Shyla Stylez : une danseuse du ventre
- Veronica Rayne : une servante
- Brianna Love : une fille d'équipage
- Shawna Leneé : une maîtresse du gouverneur
- Riley Steele : une maîtresse du gouverneur
- James Deen : un homme d'équipage
- Manuel Ferrara : un pirate
- Gabriella Fox : une danseuse

## Récompenses
- 2009 : XBIZ Award, Meilleur film de l'année[4]
- 2009 : Eroticline Award, Meilleur film américain de l'année[5]
- 2009 : XRCO Awards, meilleur acteur (Evan Stone) et « best epic » (film le plus spectaculaire) ex aequo avec le film Fallen[6]
- 2009 : Hots d'Or, meilleure actrice française (Katsuni), meilleure actrice américaine (Jesse Jane), meilleur acteur américain (Evan Stone) et meilleur scénario pour un film américain[7].

## Autour du film
Bénéficiant d'un budget inhabituellement élevé pour ce type de productions, Pirates 2 : La Vengeance de Stagnetti comporte de nombreux effets spéciaux et des combats chorégraphiés.
Le film est également disponible en version érotique, expurgée des plans hard et classée R aux États-Unis (interdit aux moins de 17 ans non accompagnés).